# Юргенсон, Борис Петрович
Борис Петрович Юргенсо́н (1868—1935) — музыкальный издатель, музыковед

, совладелец (вместе с братом Григорием) музыкально-издательской фирмы, основанной их отцом П. И. Юргенсоном.

## Биография
Родился в 1868 году в Москве в семье крупного русского музыкального издателя Петра Ивановича Юргенсона и его жены Софьи Ивановны Соц (1840—1911). В 1891 году он успешно окончил юридический факультет Московского университета.
По окончании обучения активно помогал отцу в издательской деятельности, а после его смерти стал фактически главой фирмы, которую вместе с братом Григорием получил в наследство. Он продолжая совершенствовать технику нотопечатания, приобретая для этого самые современные станки, а также уделял существенное внимание художественному оформлению музыкальных изданий. Б. П. Юргенсон заключал контакты с ведущими русскими композиторами, и существенно расширил сбыт нотных изданий за пределами Российской империи.
В 1918 году, после декрета о национализации, фирма была преобразована в Музыкальный сектор Государственного издательства, в 1930 году — в Государственное музыкальное издательство (Музгиз), в 1963 — в издательство «Музыка». Борис Юргенсон заведовал нотной секцией Музыкального отдела Наркомпроса и работал в Музыкальном секторе Госиздата.
Умер в 1935 году.
Среди прочего, он составил тематический указатель сочинений П. И. Чайковского, издал брошюру «К проекту законоположений об авторском праве на музыкальные произведения» и опубликовал «Очерк истории нотопечатания» (ГИЗ, 1928). Но самой известной работой Юргенсона является издание музыкального словаря Римана, перевод которого был сделан Ю. Д. Энгелем с 5-го немецкого издания (Лейпциг, 1900) и опубликован в Москве и Лейпциге в 1904 году, при этом русские лексикографы, этнографы, историки, музыковеды — П. П. Веймарн, А. В. Преображенский, Н. Ф. Финдейзен, Ю. Д. Энгель, и сам Б. П. Юргенсон — расширили словник Римана статьями об отечественных музыкантах и музыкальными терминами, которых не было в немецком оригинале.
Был женат на Марии Викторовне Юргенсон, урожденной Савковой (1874—1953); у них родилось трое детей: две дочери (Вера и Наталья) и сын Пётр (1903—1971), который стал видным советским учёным-зоологом и охотоведом, доктором биологических наук и профессором.